# Chirurgie cardiothoracique
La chirurgie cardiothoracique est la chirurgie du cœur, de ses vaisseaux et du thorax. Le chirurgien qui est spécialisé dans cette branche de la chirurgie s'appelle le chirurgien cardiothoracique.

## Chirurgie cardiaque
Les interventions de chirurgie cardiaque comprennent le plus souvent la correction des cardiopathies congénitales chez les enfants, et chez les adultes le remplacement ou la réparation des valves cardiaques, les pontages coronariens, la chirurgie des gros vaisseaux, les urgences cardiovasculaires et les transplantations cardiaques.

## Chirurgie thoracique
Les interventions de chirurgie thoracique comprennent les interventions sur la trachée, les bronches et les poumons, l'exérèse de tumeur médiastinale, le traitement des affections pleurales, le traitement des affections de la paroi thoracique. Enfin elle concerne aussi le traitement des affections de l'œsophage.